# إليزابيث إلمور
إليزابيث إلمور (بالإنجليزية: Elizabeth Elmore)‏ هي مغنية ومغنية مؤلفة وملحنة ومحامية أمريكية، ولدت في 30 أبريل 1976.

## وصلات خارجية
- إليزابيث إلمور على موقع ميوزك برينز (الإنجليزية)
- إليزابيث إلمور على موقع ديسكوغز (الإنجليزية)